# Medúzák
A medúzák (Medusozoa) a csalánozók (Cnidaria) törzsének egyik altörzse.

## Rendszertani felosztásuk
Az altörzs rendszertani felosztása még nem végleges. A 2010-es – 2020-as évek fordulóján három nagyobb egységüket különböztetik meg:
1.
- Hidraállatok (Hydrozoa) osztálya két alosztállyal:

- - Hydroidolina
  - Trachylinae

2. Acraspeda klád 3 osztállyal:
- Kockamedúzák (Cubozoa) osztálya két renddel:
  -     - Carybdeida
    - Chirodropida

- Kehelyállatok (Scyphozoa) osztálya 3 recens és két kihalt renddel:
  - Korongmedúzák (Discomedusae) alosztálya

- -     - Gyökérszájú medúzák (Rhizostomeae)
    - Zászlószájú medúzák (Semaeostomeae)

  - Coronamedusae alosztály egy renddel:

- -     - Koronamedúzák (Coronatae)

- - alosztály nélkül a két kihalt rend:
    - †Byroniida

- -     - †Conulariida

- Nyelesmedúzák (Staurozoa) osztálya egy recens és egy kihalt renddel:
  -     - Stauromedusae
    - †Conulatae

3.
- Polypodiozoa osztály egyetlen élősködő fajjal: Polypodium hydriforme

## Testfelépítésük
Sejtjeik valódi szöveteket alkotnak. Testszerveződésük, 2 sejtréteg (ekto- és endoderma), több mint 97%-ban vizet tartalmaznak. A sejtrétegek között mezogloea található. Ez sok mukopoliszacharidot tartalmaz, ezért kocsonyás, vékony, sejtes elemekben szegény. Egyszerű cső alakú manubriummal rendelkeznek. A hidromedúzákra jellemző, hogy az ernyő peremén egy fátyol (velum craspedon) húzódik körbe, ezeket fátyolos medúzáknak is nevezik (craspedot medúza). Az ernyő peremén egységes tapogatókkal rendelkeznek. Kültakarójuk egyrétegű, hengerhámsejtek alkotják.

## Táplálkozásuk
Testükön egyetlen szájnyílás van (űrbél). A szájnyílás peremén tapogatók helyezkednek el. A kisebbek planktonokkal, a nagyobb fajok kis rákokkal táplálkoznak úgy, hogy karjaikkal vizet áramoltatnak szájnyílásuk felé, beszippantják és kiszűrik a táplálékot. Az emésztetlen salakanyag aztán szintén ezen a nyíláson át távozik. Ragadozókat és planktonevőket különítünk el.
Egyes fajok aktív vadászok, a csalánsejteket tartalmazó tapogatókkal megmérgezett áldozataik akár halak is lehetnek. Ezeket is egészben juttatják űrbelükbe, majd megemésztik.

### Az ábra magyarázata
- Sense organ = érzékszerv
- Stomach = gyomor

Medúza keresztmetszete

- Gastrodermis = az emésztési üreg cellarendszerű nyálkahártyája, benne emésztősejtek és mirigysejtek.
- Manubrium = cső alakú szerkezet, mely tartalmazza az űrbelet.
- Radial canal = radiális csatorna
- Inner nerve ring = ideggyűrű - primitív központi idegrendszer.
- Circulal canal = körkörös csatorna
- Epidermis = külső hámréteg
- Endoderm = belső csíralemez
- Gonad = ivarszerv, mely ektodermális eredetű ivarsejtképző sejtcsoportokból áll.
- Nerve net = idegsejt hálózat
- Velum = fátyol
- Outer nerve net = külső idegsejthálózat
- Tentacle = csáp
- Mouth/Anus = űrbél

## Fejlődésük

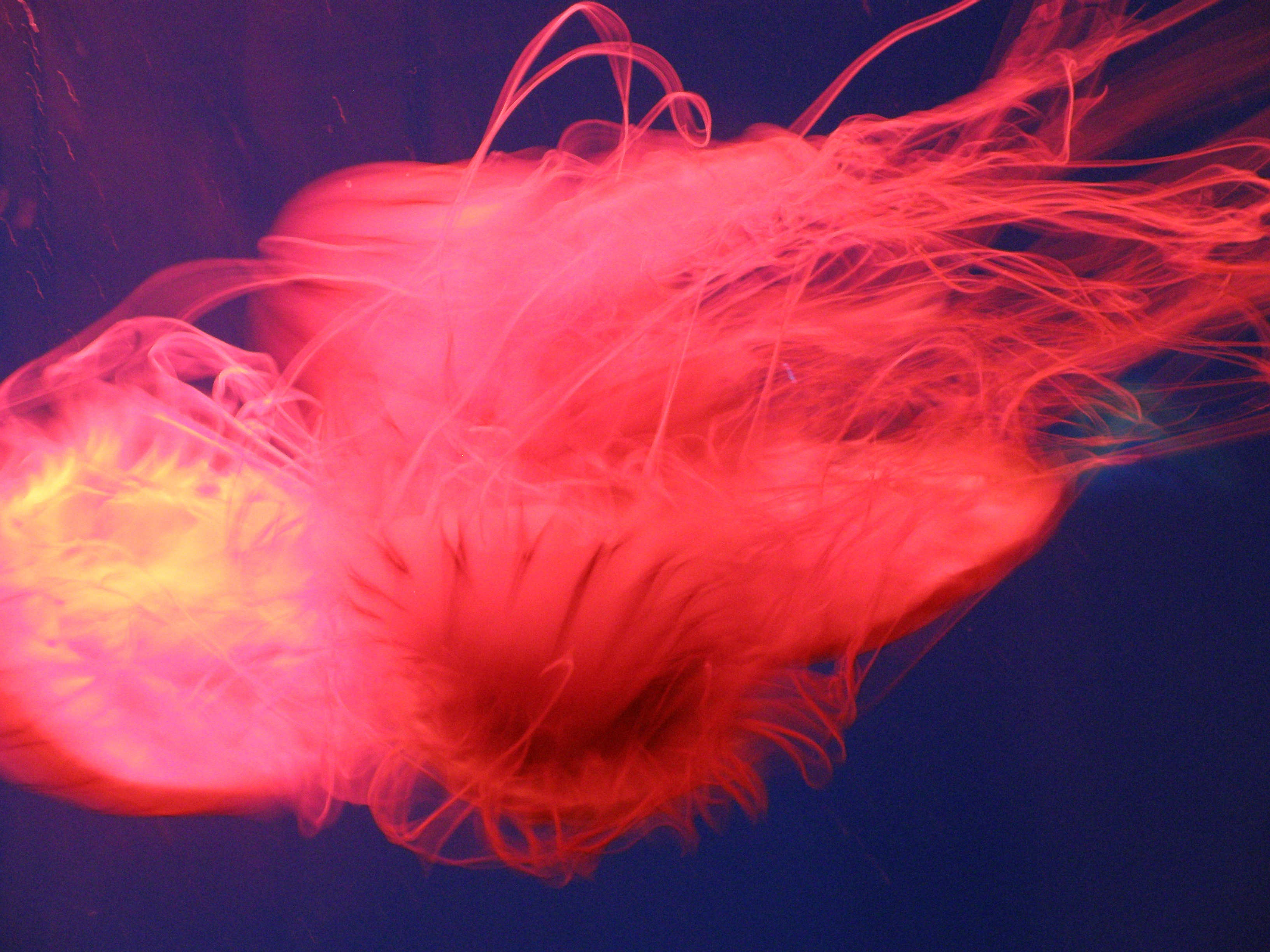
Fluoreszkáló medúza

A medúzák az állatvilág legegyszerűbb képviselői közé tartoznak. A kétpolipos vagy édesvízi medúza (Craspedacusta sowebyi) 2 életalakja a helyhez kötött polip és szabadon mozgó medúza nemzedékváltakozással áll egymással kapcsolatban. A medúzák bimbózás útján válnak le a hidrapolipokról. A medúza megtermékenyített petéjéből polipalak fejlődik ki. Az első nemzedék 2 milliméteres nagyságú, egyszerű testfelépítésű, tapogató nélküli polip. A második nemzedéket képviselő medúzák azonban idővel 2 centiméteresre is megnőnek és tapogatói száma a harangszerű ernyők mentén 200–400 is lehet.

## Fő csoportok

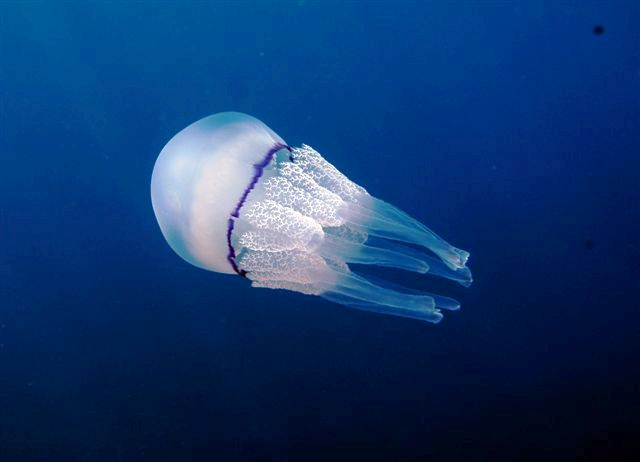
Gyökérszájú medúza

### Kehelyállatok
- Füles medúza (Aurelia aurita), (zászlószájú medúzák rendje)

Fehéres színű, átmérője 10–40 cm körüli. Nevét a négy patkó alakú, fülszerűen hajlott ivarszervéről kapta. Négy, hosszan fodrozott karja van.
- Közönséges gyökérszájú medúza (Rhizostoma pulmo), (gyökérszájú medúzák rendje, Rhizostomae)

Áttetsző harang alakú ernyőjének átmérője néha a 80 cm-t is meghaladja. Sajátos szerve a karjai összenövésével kialakult szájcső, amelynek segítségével nagyobb falatokat is elfogyaszthat. Nyolc, aránylag rövid karja van. Az északi tengerektől a Fekete-tengerig fordul elő. Rajzása télen és tavasszal egyaránt megfigyelhető. A legtöbb egyedet az Adriai-tengerben, az Isztriai-félsziget környékén figyelték meg. Az emberre teljesen ártalmatlan.
- Sárga hajasmedúza (Cyanea capillata), (zászlósszájú medúzák rendje)

A legnagyobb ma élő medúzafaj.

## Medúzaveszély

### Medúza okozta mérgezés
Mivel csalánozók, karjaik végén apró csalánsejtek találhatóak, amely a bőrfelülettel érintkezve allergiás reakciót válthatnak ki. A csípések, melyek eleinte veszélytelennek tűnhetnek, kb. egy óra elteltével görcsöt és iszonyatos fájdalmakat okoznak. A csípés hatására a vérnyomás hirtelen felszökik, akár agyvérzést, szívbénulást is okozhat. Ha ilyen csípést tapasztalunk akkor azonnal jöjjünk ki a vízből, mert rendkívül fontos, hogy a csípést követő 15–20 percen belül orvosi segítséget kapjunk.

### Medúza invázió
A medúzák elszaporodása a tengerek élővilágának megváltozásával járhat. A medúza a halak ikrájával táplálkozva egyes fajok kihalását eredményezheti. Más medúzák, mint például az Óriás medúza, Japánban a halászok munkáját keseríti meg, amikor a halakat elriasztva a hálóikba úsznak és széttépik azt. A japán halászok fémhálókkal próbálnak védekezni a medúzatámadások ellen, de a kisebb példányok a hálón áthatolnak.

### Újabb felfedezések
Az ezredforduló óta a medúzák kutatása nemcsak a rendszerezés területén erősödött, hanem a  környezetükre gyakorolt negatív hatás miatt, vált nagyon fontossá. A tengeri halállomány erőteljes csökkenése miatt, a medúzákat élelemkeresési  ösztönük a tengerparthoz egyre közelebb hajtja, ez pedig közvetlenebb emberi kapcsolatokat eredményez. A kutatások eredményét a National Geographic televízió egyórás dokumentumfilmben foglalta össze Jellyfish-Invasion, medúza invázió címen. A film ausztráliai, hawaii és japán kutatók közös munkájának beszámolója.
A kutatási eredmények közül több az eddig ismeret tudományos szemléletnek ellent mond.
- A Turritopsis nutricula medúza örök életűnek tűnik, mert életciklusa folytonos. Fiatal éveit helyhez kötve polip alakban éli, ekkor ivartalan, vegetatív módon szaporodik bimbózással. Amikor a körülmények kedvezővé válnak a számára, akkor átalakul rendes medúzává és ivaros szaporodásba kezd. A hagyományos medúzák ezek után elpusztulnak, de a Turritopsis nutricula medúzaalakja visszaalakul polippá és újra kezdi a folyamatot.[7] Ezért tartják "halhatatlannak".[8] Erre a Turritopsis dohrnii is képes[9]
- Az ausztrál kockamedúza (Tripedalia cystophore) optikai rendszere a legfejlettebb. 24 szeme van, mely testének négy csúcsán helyezkedik el. Ebből 16 szem egyszerű csupán a fény érzékelésére szolgáló pigment üreg, míg a többi 8 szem párt alkotva egy komplex lencserendszer. Mivel azonban a retinák nem megfelelően pozicionáltak, ezért a kép a komplexitás ellenére is elmosódott a számukra. Feltételezések szerint a medúza az egész fényspektrumban nagyon jól lát.[10]

## Medúza a mitológiában

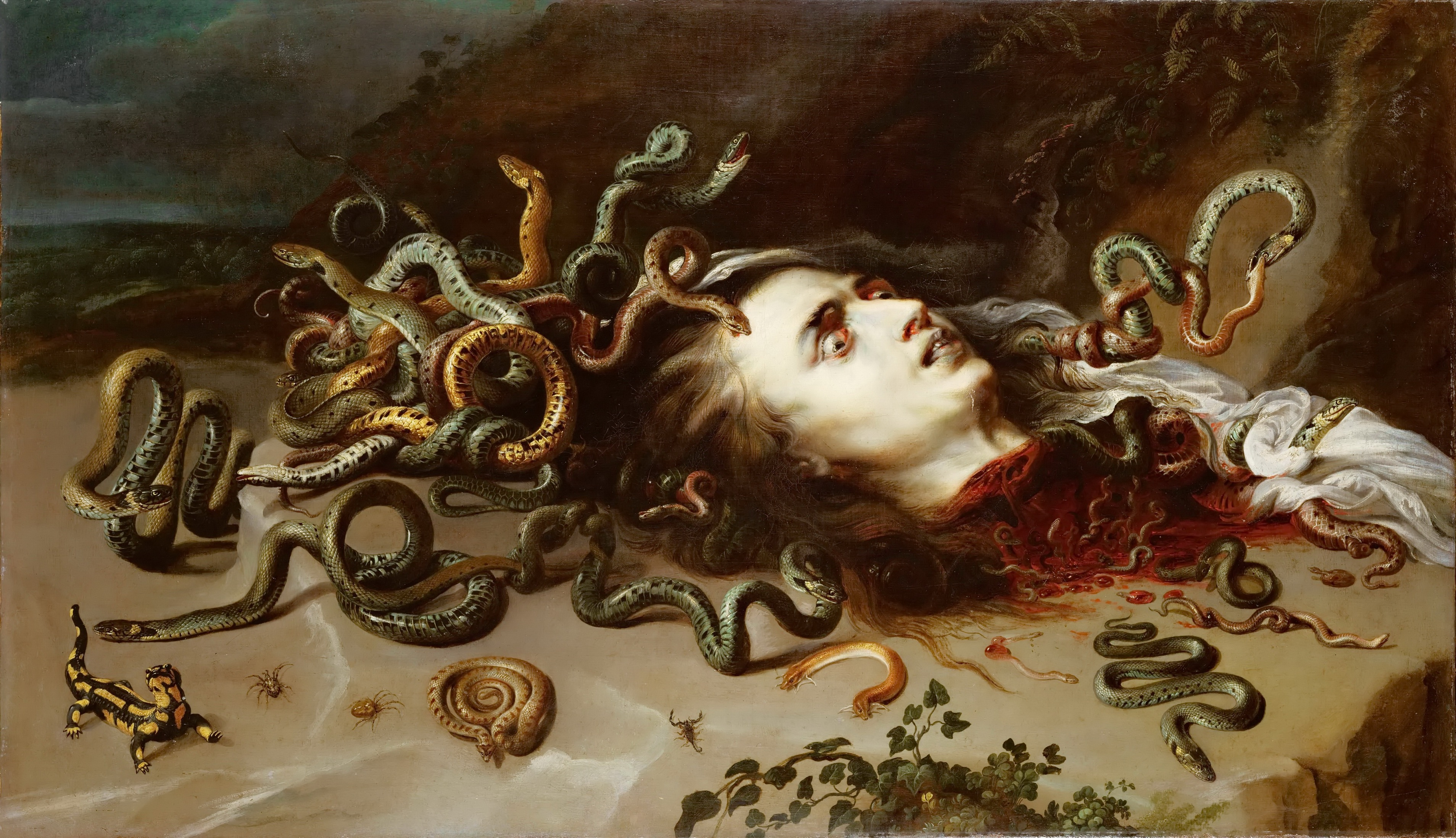
Rubens: Medúza fő

A régi görög mítosz azt mondja, hogy a Medúza egy szárnyas szűz, aki mindenkiben félelmet kelt. A világ végén tanyázik. A feje sárkánypikkelyes, haj helyett kígyók tekergőznek rajta. Szájából óriási vadkanszerű agyarak állnak ki, kezei vasból, szárnyai aranyból vannak. Medúza fogatát egyesek szerint szárnyas sárkányok vontatták. Úgy tartják, hogy aki a Medúza arcába néz, az kővé válik. Elrettentő külseje ellenére mégis le tudta győzni Perszeusz, aki azért kereste meg, hogy elvigye Medúza fejét Polüdektésznek. Perszeusz magasba szökkent szárnyas sarujában és levágta Medúza fejét, ekkor Medúza nyakából előpattant Pégaszosz és Khrüszáorde.

## Medúza a tudományban
A 2008-as kémiai Nobel-díjat két amerikai tudós, Roger Tsien és Martin Chalfie, valamint egy japán kutató Osamu Shimomura kapta a fehérjék kutatásában végzett munkásságukért, a zöld fluoreszkáló fehérje (GFP) felfedezéséért. Ezt a fluoreszcens anyagot elsőként az Aequorea victoria csendes-óceáni medúzából izolálták. Miután a medúzát kék fénnyel világították meg, az zöld fényt adott. A GFP-nek különleges hordó alakja van, ez megóvja a fehérje közepén található kromofórt, így annak világító képessége a környezeti hatásokra sem csökken. Ez a felfedezés azért olyan fontos, mert a fluoreszkáló fehérje láthatóvá tudja tenni az élő szervezetek sejtjeinek változását, mozgását, mintegy jelzőrendszerként működve. Kitűnően megvilágítja az élő szervezetekben zajló folyamatokat, ezáltal meg lehet figyelni az agysejtek működését, romlását, rákos sejtek fejlődését.
Fluoreszkáló medúzából nyert fehérjével módosították gerinces állatok génállományát magzati korban. Ezáltal a született utódok „világítottak”.

## Képek

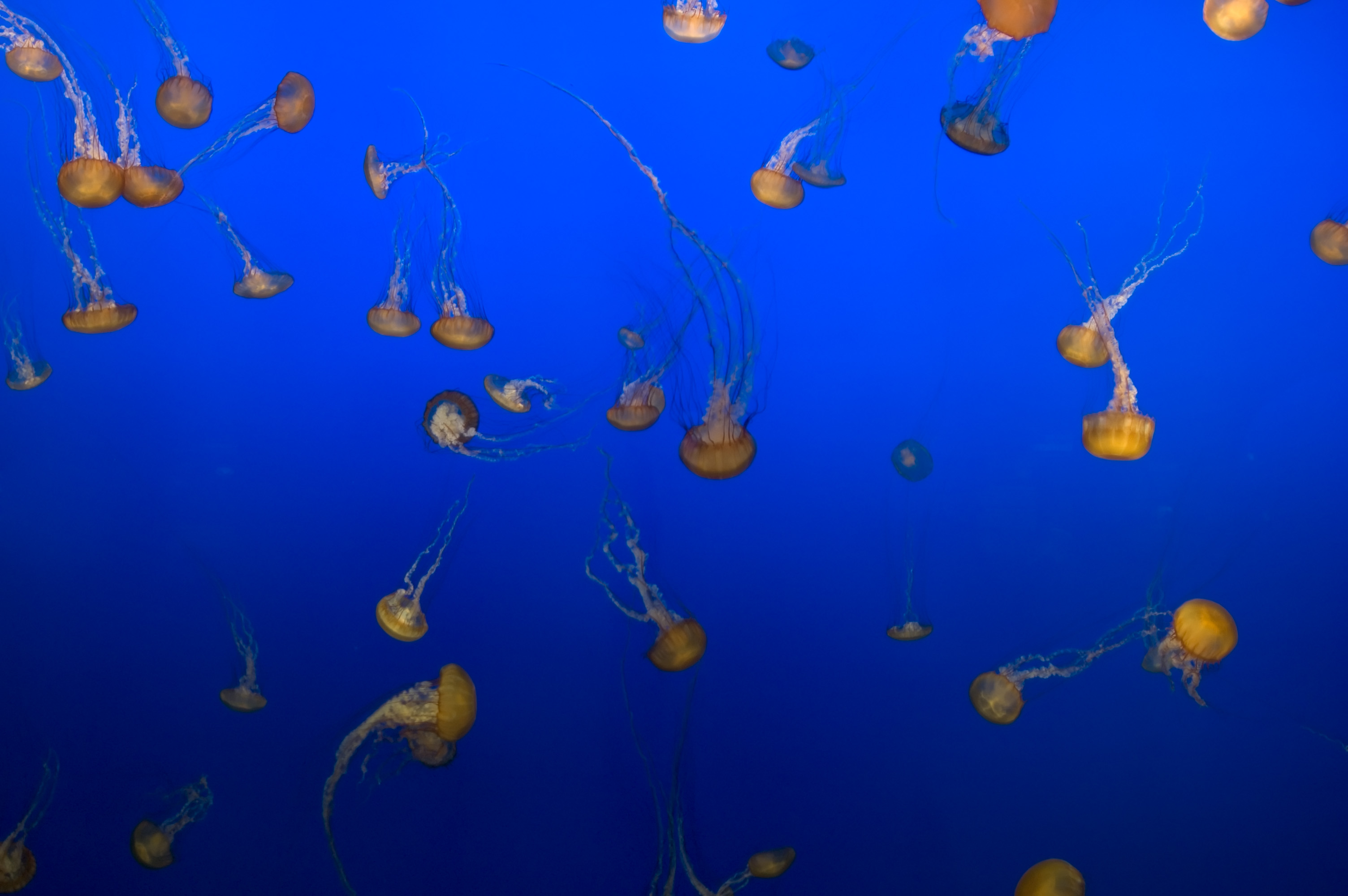
Chrysaora quinquecirrha
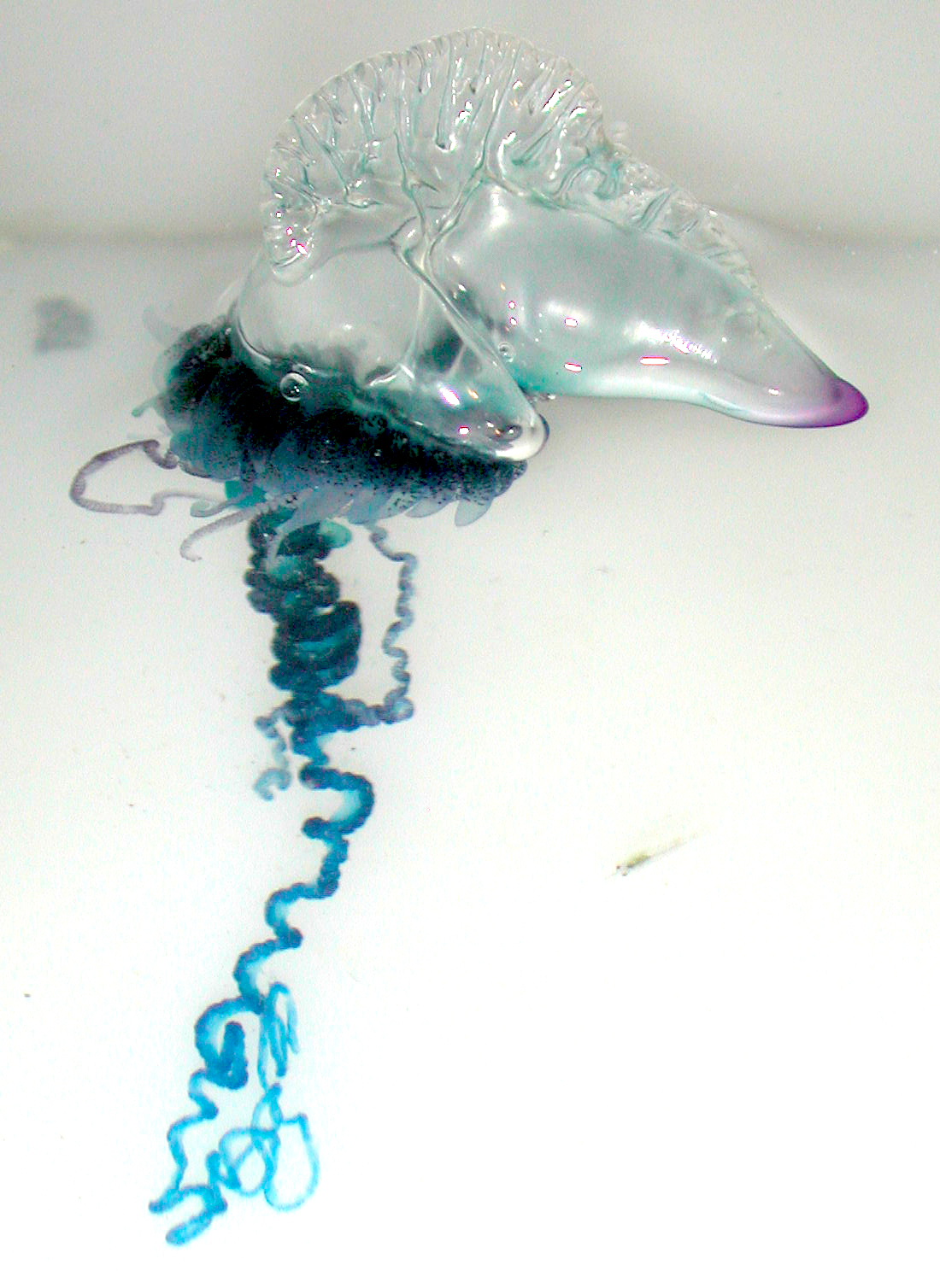
Portugál gálya
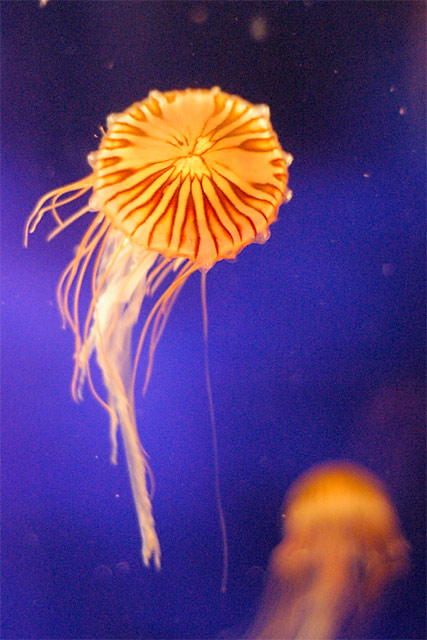
Fiatal portugál gálya
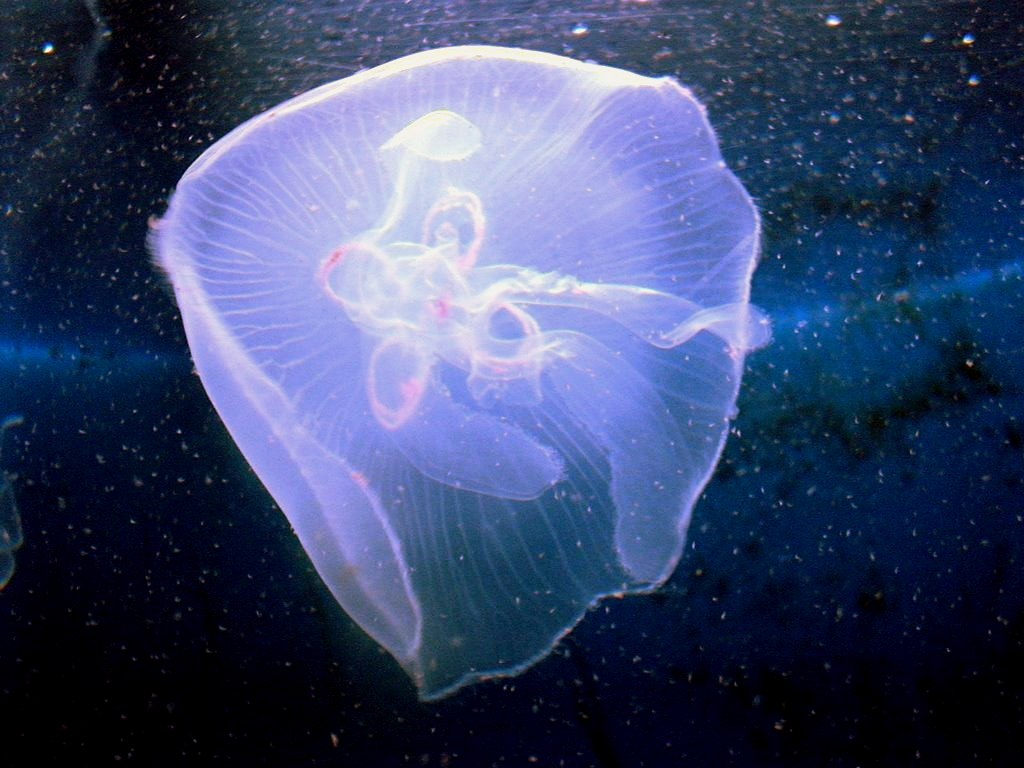
Fülesmedúza
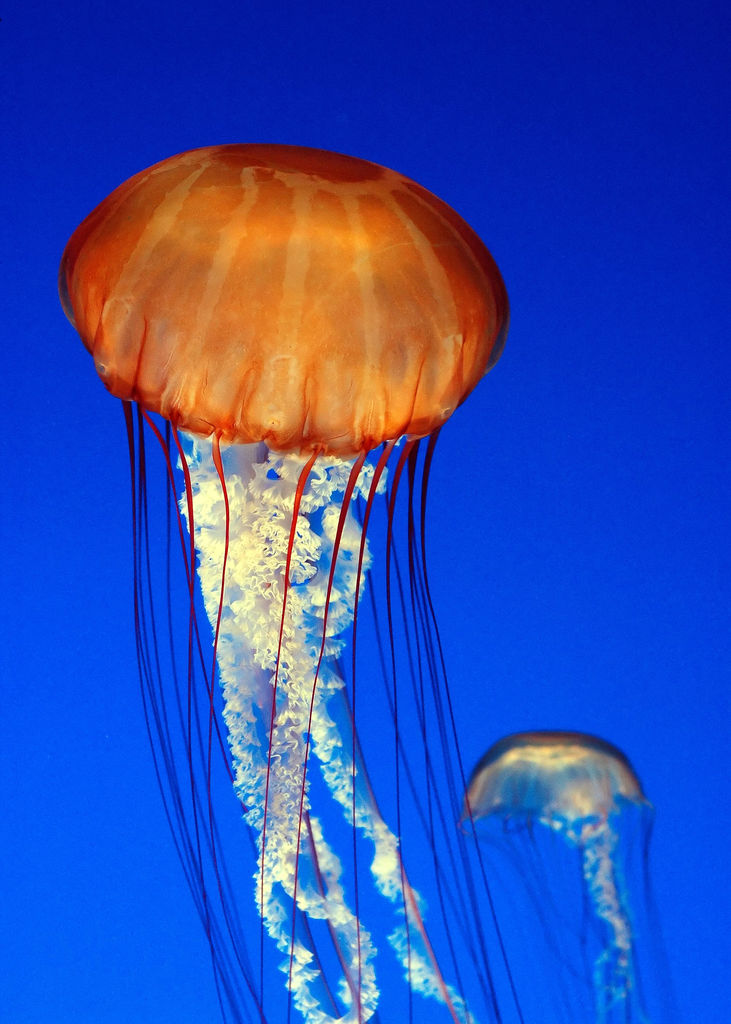
Chrysaora quinquecirrha